# Licoměřice
Licoměřice (dříve Vícemilice) je vesnice, část obce Lipovec v okrese Chrudim. Nachází se asi 1,5 km na východ od Lipovce. V roce 2009 zde bylo evidováno 54 adres. V roce 2001 zde trvale žilo 110 obyvatel.
Licoměřice je také název katastrálního území o rozloze 3,27 km2.
Vesnice leží na západním úpatí Železných hor a protéká jí potok Kurvice.

## Historie
První písemná zmínka o obci pochází z roku 1257.
Z tehdejších Vícemilic pocházel husitský hejtman Jan Hvězda z Vícemilic.

## Památky
- Gotický kostel svaté Kateřiny ze 14. století
- Zvonice z 16. století
- Pomník protifašistických bojovníků